# Conura hirtifemora
Conura hirtifemora is een vliesvleugelig insect uit de familie bronswespen (Chalcididae). De wetenschappelijke naam is voor het eerst geldig gepubliceerd in 1885 door Ashmead.